# Георги Чакъров Мървака
Вижте пояснителната страница за други личности с името Георги Чакъров.
Георги Чакъров, наречен Мървака, е български революционер, деец на Вътрешната македоно-одринска революционна организация.

## Биография
Георги Чакъров е роден в Банско, тогава в Османската империя, днес в България. Присъединява се към ВМОРО и през 1901 година е четник при Симеон Молеров. По време на Илинденското въстание от 1903 година е в четата на Михаил Чеков като специалист по взривовете, участва в нападението над железопътната гара на Горно Върбени (Екши Су).